# Sistema A-0
El Sistema A-0, versión 0 del lenguaje aritmético,  fue escrito por Grace Hopper en 1951 y 1952 para el  UNIVAC I. Fue el primer compilador desarrollado para una computadora electrónica. El A-0 funcionaba más como un cargador o enlazador que como la noción moderna de compilador. Un programa era especificado como una secuencia de subrutinas y argumentos. Las subrutinas eran identificadas por un código numérico y los argumentos de las subrutinas eran escritos directamente después de cada código de subrutina. El sistema A-0 convertía la especificación en código máquina que podía ser alimentado a una computadora para ejecutar el programa.
Al sistema A-0 le siguieron el A-1, el A-2,  el A-3 (lanzado como ARITH-MATIC ), el AT-3 (lanzado como MATH-MATIC ) y el B-0 (lanzado como FLOW-MATIC).
- Datos: Q277713